# لاوری واهتره
لاوری واهتره (استونیایی: Lauri Vahtre؛ زادهٔ ۲۲ مارس ۱۹۶۰) سیاستمدار و نماینده سابق مجلس اهل استونی است.